# Márkháza
Márkháza é um município da Hungria, situado no condado de Nógrád. Tem 6,31 km² de área e sua população em 2015 foi estimada em 255 habitantes.